# Elachistocleis pearsei
Espèce
Synonymes
- Hypopachus pearsei Ruthven, 1914
- Relictivomer pearsei (Ruthven, 1914)

Statut de conservation UICN

 LC  : Préoccupation mineure
Elachistocleis pearsei est une espèce d'amphibiens de la famille des Microhylidae.

## Répartition
Cette espèce se rencontre au Panama, dans le nord de la Colombie et dans le nord-ouest du Venezuela,.

## Description
Relictivomer pearsei mesure environ 40 mm. Son dos et sa gorge sont noirâtres avec de très nombreuses petites taches blanches. La trace d'une fine ligne longitudinale blanche apparait au milieu du dos. Son ventre est rouge orangé.

## Régime alimentaire
Les estomacs des individus prélevés lors de l'expédition contenaient essentiellement des termites et des fourmis. De petits débris de végétaux étaient également présents mais avaient probablement été ingérés accidentellement en même temps que les proies recherchées.

## Étymologie
Cette espèce est nommée en l'honneur d'Arthur Sperry Pearse, carcinologiste ayant participé à l'expédition, pour son implication dans le travail herpétologique.

## Publication originale
- Ruthven, 1914 : Description of a new Engystomatid Frog of the Genus Hypopachus. Proceedings of the Biological Society of Washington, vol. 27, p. 77-80 (texte intégral).